# Hopkins County, Kentucky
Hopkins County är ett administrativt område i delstaten Kentucky, USA, med 46 920 invånare. Den administrativa huvudorten (county seat) är Madisonville.

## Geografi
Enligt United States Census Bureau så har countyt en total area på 1 435 km². 1 425 km² av den arean är land och 10 km² är vatten.

### Angränsande countyn
- Webster County - nordväst
- McLean County - nordost
- Muhlenberg County - sydost
- Christian County - syd
- Caldwell County - sydväst